# ويليام د. أوين
ويليام د. أوين (بالإنجليزية: William D. Owen)‏ هو سياسي أمريكي، ولد في 6 سبتمبر 1846 في بلومنغتون في الولايات المتحدة، وتوفي في 1906. حزبياً، نشط في الحزب الجمهوري. وقد انتخب عضو مجلس النواب الأمريكي.